# Giro della Liguria 2004
Il Giro della Liguria 2004, quarta ed ultima edizione della corsa, si svolse il 15 febbraio 2004, su un percorso di 133,8 km, con partenza da Mignanego e arrivo a Arenzano, in Italia. La vittoria fu appannaggio dell'italiano Filippo Pozzato, che completò il percorso in 3h33'50", alla media di 37,543 km/h, precedendo il connazionale Crescenzo D'Amore e lo statunitense Fred Rodriguez.
In origine la manifestazione prevedeva tre tappe, ma gli organizzatori non hanno ricevuto l'autorizzazione a disputare le prime 2 tappe; pertanto si è svolta solo la terza tappa come corsa in linea.
Sul traguardo di Arenzano 90 ciclisti, su 136 partiti da Mignanego, portarono a termine la competizione.

## Ordine d'arrivo (Top 10)
| Pos. | Corridore            | Squadra                      | Tempo    |
| ---- | -------------------- | ---------------------------- | -------- |
| 1    | Filippo Pozzato      | Fassa Bortolo                | 3h33'50" |
| 2    | Crescenzo D'Amore    | Acqua & Sapone-Caffè Mokambo | s.t.     |
| 3    | Fred Rodriguez       | Acqua & Sapone-Caffè Mokambo | s.t.     |
| 4    | Paolo Bossoni        | Lampre                       | s.t.     |
| 5    | Aart Vierhouten      | Lotto-Domo                   | s.t.     |
| 6    | Michael Skelde       | Alessio-Bianchi              | s.t.     |
| 7    | Mychajlo Chalilov    | Team Icet                    | s.t.     |
| 8    | Ciarán Power         | Navigators Insurance         | s.t.     |
| 9    | Francesco Cipolletta | Team Icet                    | s.t.     |
| 10   | Massimiliano Gentili | Domina Vacanze               | s.t.     |